# Audace (D 551)
Il cacciatorpediniere Audace in servizio nella Marina Militare Italiana dall'inizio degli anni settanta, sino al 2005 costituiva, insieme all'Ardito la classe Audace. Entrambe le unità sono state poste in disarmo nel 2006. Dopo una lunga permanenza nella base della Spezia, le due unità, nell'aprile 2018 l'Ardito ed il mese successivo l'Audace, sono state trasferite dal rimorchiatore Marcandrea ad Aliağa, per essere demolite.

## Servizio
Costruito negli stabilimenti dei Cantieri Navali Riuniti di Riva Trigoso dove venne impostato il 27 aprile 1968 e varato il 2 ottobre 1971, è stato consegnato alla Marina Militare il 16 dicembre 1972, ricevendo la Bandiera di combattimento dal comune di Trieste, nel ricordo della precedente unità che il 3 novembre 1918, per prima ha portato alla città il tricolore.
L'Audace ha avuto una vita operativa molto intensa ed ha partecipato a numerose esercitazioni e missioni. Per ricordarne qualcuna si possono menzionare la campagna in Somalia per l'intervento delle Nazioni Unite nel luglio del 1982, la partecipazione all'intervento in Libano dal febbraio al marzo 1984, l'operazione Girasole per il pattugliamento del canale di Sicilia durante la crisi con la Libia da maggio a luglio del 1986 in seguito al presunto attacco missilistico libico contro l'isola di Lampedusa dove aveva sede una stazione LORAN.
La più importante delle missioni è quella nel Golfo Persico da gennaio ad aprile del 1991, nell'ambito della coalizione internazionale dell'operazione Desert storm.
L'ultima missione operativa di rilievo è stata la partecipazione alla guerra del Kosovo nella primavera-estate 1999 durante la quale l'Audace ha operato come prima linea di difesa aerea del territorio nazionale pattugliando le coste pugliesi davanti a Brindisi.
In totale l'Audace nella sua lunga vita operativa, ha percorso 630.000 miglia in circa 57.000 ore di moto
In disarmo dal 2006, nei primi giorni di maggio del 2018 l'Audace è stato trasferito ad Aliaga per essere demolito. 

## Motto
Il motto della nave Gloria Audaciae Comes era stato in precedenza assegnato nella Regia Marina a due sommergibili con lo stesso nome, Glauco: il primo Glauco, varato nel 1905 ha preso parte al primo conflitto mondiale, mentre il secondo Glauco, varato nel 1935, ha partecipato al secondo conflitto mondiale.

## Nome
In precedenza due unità della Regia Marina avevano portato il nome Audace:
- La prima delle due unità, costruita nei cantieri Orlando di Livorno, fu un cacciatorpediniere impostato nel 1912, varato nel 1913 e completato nel 1914, andato perduto nel 1916.[3]
- La seconda delle due unità, fu un cacciatorpediniere costruito nei cantieri Yarrow di Glasgow (Scozia) su commessa giapponese, che avrebbe dovuto chiamarsi Kawakaze, ma acquistato dalla Regia Marina, entrò in servizio nel 1916 e fu la prima unità ad entrare nel porto di Trieste nel novembre 1918 ed il molo di attracco si chiama da allora Molo Audace.[4] Classificato torpediniera nel 1929, trasformato in nave scorta antiaerea nel 1942, venne catturato dai tedeschi a Venezia il 12 settembre 1943 ed entrò nella Kriegsmarine il 21 ottobre successivo rinominato TA 20[5]. Impegnata come scorta nel Mar Adriatico venne affondato in combattimento dai cacciatorpediniere della Royal Navy Avondale e Wheatland il 1º novembre 1944 nei pressi dell'isola di Pago.

## Galleria d'immagini

La torpediniera Audace che per prima portò il tricolore a Trieste
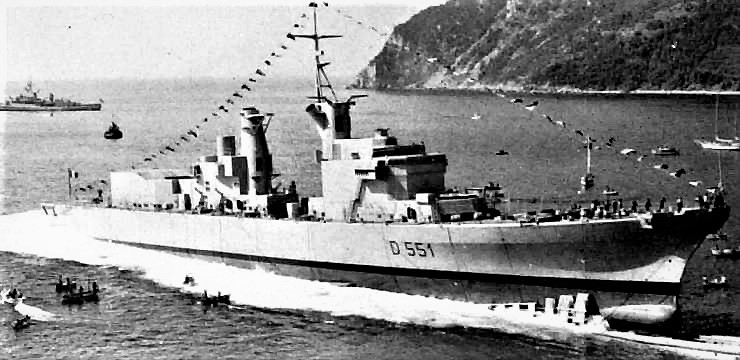
Il varo dell'Audace a Riva Trigoso il 2 ottobre 1971
L'Audace in un'accostata nei primi anni di servizio
L'Audace prima delle modifiche avvenute alla fine degli anni '80
L'Audace prima delle modifiche con i due cannoni di prora ben visibili
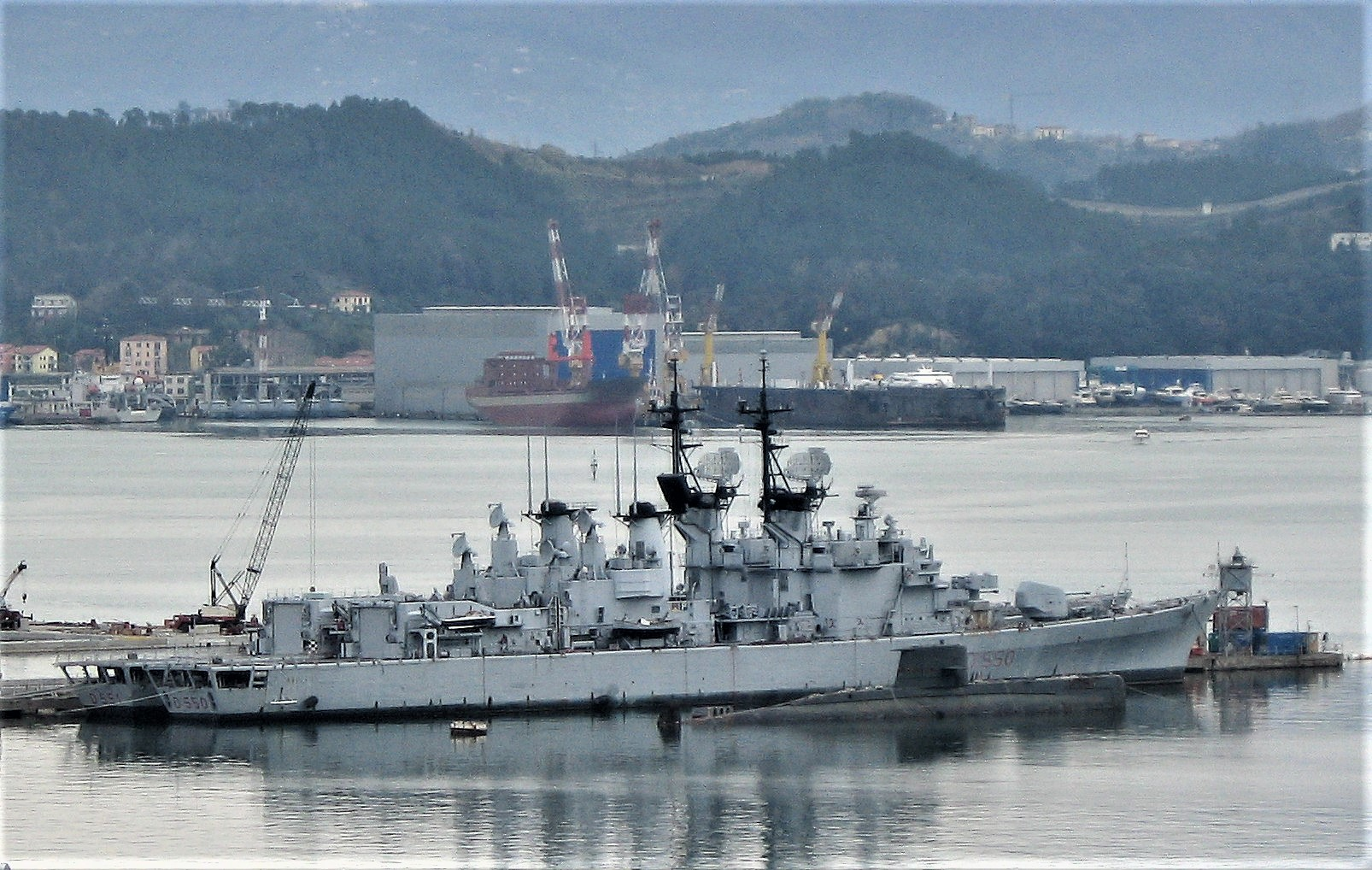
Audace e Ardito in disarmo ormeggiate nel porto della Spezia